# Until the Real Thing Comes Along
Clip vidéo
[vidéo] « Leo Reisman - Until The Real Thing Comes Along », sur YouTube
[vidéo] « Nat King Cole - Until The Real Thing Comes Along », sur YouTube
[vidéo] « Billie Holiday - Until The Real Thing Comes Along », sur YouTube
Until the Real Thing Comes Along (Jusqu'à ce que cela arrive, en anglais) est une chanson d'amour standard de jazz, composée par Saul Chaplin et écrite par Sammy Cahn,. Le titre est enregistré par Andy Kirk en 1936 chez Decca Records, n°1 des ventes aux États-Unis, repris en particulier par Nat King Cole ou Billie Holiday...

## Histoire
La chanson de 1936 des auteur et compositeur Saul Chaplin et Sammy Cahn est reprise et adaptée d'un précédent titre Till the Real Thing Comes Along, écrit et composé par le couple Mann Holiner et Alberta Nichols (en) pour la comédie musicale Rhapsody in Black de 1931, de Broadway à New York, interprétée par Ethel Waters. 
Le titre enregistré en 1936 par Andy Kirk chez Decca Records est n°1 des ventes aux États-Unis à sa sortie « Je t'aimerai toujours chéri, quoi qu'il arrive, mon cœur est à toi, que puis-je dire ? je soupire pour toi, oui, et pleure pour toi, je déchire les étoiles descendues du ciel pour toi, jusqu'à ce que cela arrive... ».

## Reprises et adaptations
Ce standard de jazz est repris par de nombreux interprètes, dont Leo Reisman (1936), Fats Waller (1936), Billie Holiday (1942), Jane Russell (1947), Ella Fitzgerald et Ellis Larkins (album Songs in a Mellow Mood (en), 1954), The Platters (album Remember When?, 1958), Nat King Cole (album Tell Me All About Yourself (en), 1960), Dean Martin (album This Time I'm Swingin'! (en), 1960), Dexter Gordon (album A Swingin' Affair (en), 1962), Aretha Franklin (album Laughing on the Outside, 1962), Frank Sinatra (L.A. Is My Lady (en), 1984), Julien Clerc (adapté en français en Avant qu'on aille au fond des choses par Maxime Le Forestier, album Studio, 2003), Rod Stewart (album As Time Goes By: The Great American Songbook, Volume II (en), 2003), Natalie Cole (album Still Unforgettable, 2008), The Hot Sardines (album French Fries + Champagne, 2016), Gunhild Carling (2017)... 